# Балка Дача
Балка Дача — втрачена природоохоронна територія у Дніпропетровській області. 
Вперше цей об'єкт згадується у рішенні виконкому Дніпропетровської обласної Ради депутатів трудящих від 9 жовтня 1979 року № 568 «Про створення державних заказників, охорону немисливських птахів, рідкісних та зникаючих дикорослих і лікарських видів рослин», додаток 3. Там об'єкт оголошується державним заказником місцевого значення. Як місце розташування вказано: «радгосп ім. Леніна Дніпропетровського треста овочемолочних радгоспів», цьому-ж радгоспу і належить піклуватися об'єктом, згідно цього документу. Опис при створенні: «Ділянка цілинного степу з цінними лікарськими рослинами: астрагал, горицвіт, звіробій, чебрець та іншими».
17 грудня 1990 року виконком Дніпропетровської обласної Ради народних депутатів ухвалив рішення № 469 «Про мережу територій та об'єктів природно-заповідного фонду області», в якому, у додатку 7 пункт 7 затвердив виключення Балки Дача зі складу об'єктів ПЗФ області, в зв'язку з тим, що вона «знаходиться в зоні підтоплення шламонакопичувачів ПД ДРЕС». При цьому вказано, що об'єкт мав статус Державного ботанічного заказника місцевого значення, та площу 34,4Га.
Наведені в статті координати вказують на Балку Західну, яку було перетворено на шламосховище ПД ДРЕС, після її побудови у 1951році, і яке стало причиною ануляції Балки Дача як природоохоронного об'єкту. З часом територія шламосховищ розширювалась та охопила і балку Чаплинську також. Точне місцезнаходження скасованого заказника Балка Дача невідоме, але зважаючи на те, що його скасували через те, що дане шламосховище стало йому загрожувати, то він має бути поряд з Балкою Західна, можливо це частина балкової системи Балки Західна. Також у цій балковій системі мали знаходитись державний заказник Балка Огрінська Західна площею 5Га, створений у 1975 році і підтверджений цим-же рішенням № 568, яким створено Балку Дача, та Балка Чаплинська, державний ботанічний заказник місцевого значення, площею 35Га, створений та скасований тими-ж документами, що і Балка Дача. Можливо також і декілька інших втрачених об'єктів, точне місцезнаходження яких не відомо, відомо лише що вони були у цій, чи сусідніх балкових системах. Серед них: Ділянка цілинного степу, Балка Прибалок.

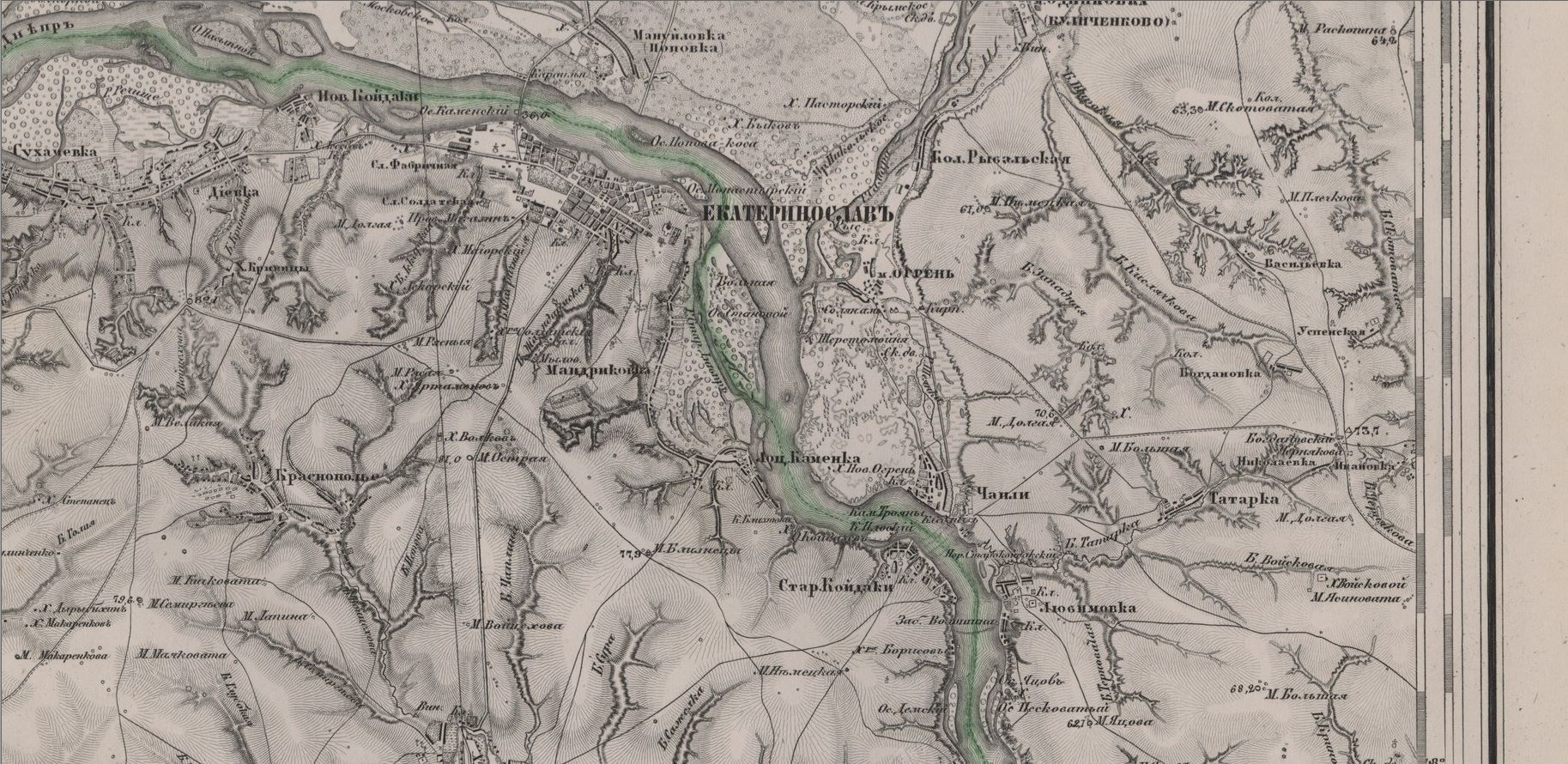
Фрагмент Военно-Топографічної карти Єкатеринославської губернії 1861 р. з околицями Єкатеринослава. Добра ілюстрація природної системи балок у цій зоні.